# The Listeners
The Listeners (deutsch etwa: ‚Die Hörer‘ oder ‚Die Empfänger‘) ist eine Oper in zwei Akten von Missy Mazzoli (Musik) mit einem Libretto von Royce Vavrek nach dem Roman Das Summen von Jordan Tannahill. Die Uraufführung fand am 24. September 2022 im Opernhaus Oslo statt.

## Handlung
Die Lehrerin Claire wird von einem ununterbrochenen mysteriösen Brummen geplagt, das sie bis in den Schlaf verfolgt und ihr Leben schwer beeinträchtigt. Sie findet einen Leidensgenossen in ihrem Schüler Kyle. Die beiden schließen sich einer Selbsthilfegruppe anderer Betroffener an, die von dem charismatischen Howard und seiner „Nummer zwei“ Angela geleitet wird. Dort versucht man das Summen mit Hilfe kultischer Handlungen in den Griff zu bekommen. Howard verbreitet Videos mit Bekenntnissen der Mitglieder im Internet, um weitere Anhänger zu gewinnen. Unterdessen zerbricht Claires Familie, und sie verliert ihre Arbeitsstelle an der Schule. Howard schwört die Mitglieder seines Kults immer fester auf seine Person ein und unterdrückt jeden Widerstand wie auch Versuche, nach einer wissenschaftlichen Ursache für das Brummen zu suchen. Auch die Vermutung des ehemaligen Soldaten Dillon, es handle sich um ein staatliches Programm, die Bevölkerung auszuspionieren, weist Howard zurück.
Als Howard auf Claires Liebesbedürfnis aufmerksam wird, geht er ein Verhältnis mit ihr ein, ernennt sie zu Angelas Nachfolgerin und demütigt Letztere vor der Gruppe. Dillon verteidigt Angela. Er wird aus dem Kult ausgestoßen und geht an die Öffentlichkeit. Angela überzeugt Claire davon, dass Howard sich auch anderen Frauen gegenüber so verhalten habe. Claire überredet die anderen Mitglieder, sich gegen Howard aufzulehnen. Gleichzeitig trifft die Polizei ein, die Dillons Enthüllungen nachgehen will. Claire übernimmt schließlich die Leitung der Gruppe, die sie als ihre neue Familie betrachtet.

### Erster Akt
Prolog. Thom, Danica und Dillon erzählen vor laufender Kamera von ihrem Leben, das völlig aus den Fugen geraten sei, seit sie von einem unerklärlichen dauerhaften Summen geplagt werden.
Szene 1: „Nightgown in the Moonlight“ (‚Nachthemd im Mondlicht‘). Die Mathematiklehrerin Claire kann nicht mehr schlafen, da sie von einem mysteriösen Brummen geplagt wird. Sie ist davon so irritiert, dass sie gegen Mitternacht im Nachthemd das Haus verlässt. Auf der Straße trifft sie auf einen herumstreifenden Kojoten, mit dem sie sich verbunden fühlt. Ihr Mann Paul kommt aus dem Haus, um sie hinein zu bitten. Er sorgt sich um ihre Gesundheit, da niemand sonst dieses Geräusch hören kann.
Szene 2: „School“ (‚Schule‘). Nach der Unterrichtsstunde spricht Claire ihren Schüler Kyle an, der seit einiger Zeit unkonzentriert wirkt. Er erzählt ihr, dass er wegen eines seltsamen Brummens nicht mehr schlafen könne. Claire gesteht, dass auch sie dieses Geräusch höre. Beide wissen nun, dass sie nicht allein mit diesem Problem sind, und verabschieden sich mit einer Umarmung. Das beobachtet Claires Tochter Ashley, die sich gerade auf dem Schulflur mit ihren beiden Schulfreundinnen Jess und Lee Ann unterhält.
Die „Hörerin“ Hortense erzählt, dass sie früher ihren Ehemann misshandelt habe. Sie hält das Brummen für eine Strafe.
Szene 3: „Home“ (‚Zuhause‘). Claire und Paul liegen im Bett, als das Telefon klingelt. Es ist Kyle. Er hat im Internet ein Video über eine Selbsthilfegruppe gefunden, deren Mitglieder über das seltsame Brummen sprechen. Die beiden vereinbaren, am nächsten Donnerstag dorthin zu gehen. Ashley hat einen Teil des Gesprächs mitbekommen. Sie glaubt, dass ihre Mutter ein Verhältnis habe. Sie habe schließlich gesehen, wie sie einen Schüler umarmte. Ashley wirft Claire Egoismus vor. Sie habe keine Augen mehr für ihre Familie und nicht einmal mitbekommen, dass sie sich von ihrem Freund getrennt hat und beim Ladendiebstahl ertappt wurde.
Szene 4: „Termination“ (‚Kündigung‘). Im Klassenzimmer herrscht Chaos. Die Schüler nehmen Claire nicht mehr ernst. Sie schreit die Schüler an, um sie zur Ruhe zu bringen, woraufhin diese das Klassenzimmer verlassen. Die Direktorin Mrs. Moreno stellt Claire zur Rede und fragt sie auch nach den Gerüchten über ihr Verhältnis mit einem Schüler. Als sie Claire bittet, sich ein paar Tage frei zu nehmen, um zur Ruhe zu kommen, beschimpft Claire ihre Vorgesetzte und verlässt die Schule.
Vor der Kamera erzählt der „Hörer“ Vince von seinen „prismatischen“ Erfahrungen mit dem Brummen, das ihn manchmal bis zum Orgasmus treibe. Er gehe zwar zur Selbsthilfegruppe, müsse aber gar nicht wissen, woher das Geräusch komme.
Szene 5: „Meeting“ (‚Versammlung‘). Claire und Kyle stellen sich in der Gruppe vor. Diese wird von dem pensionierten Psychiater Howard und seiner „Nummer zwei“ Angela geleitet. Angela schwärmt von dem Philosophen Howard, der schon mit neun Jahren sein erstes Buch schrieb, mit siebzehn ein Vermögen verdiente und den Dalai Lama traf. Er könnte eine Wiedergeburt von Jesus sein und habe sie „absolut alles Wichtige“ gelehrt. Howard verspricht den beiden Neuankömmlingen Besserung in der Gemeinschaft. Nach einer chorischen Beschwörungszeremonie stellt Thom ein Buch vor, das eine wissenschaftliche Erklärung für ein ähnliches Problem liefert. Howard will davon nichts wissen. Für ihn handelt es sich einzig um eine spirituelle Angelegenheit. Es gehe darum, möglichst viele Menschen als Anhänger zu gewinnen, um deren Energie zu kanalisieren. Eine Video-Einblendung zeigt, dass die Versammlung live im Internet übertragen wird. Howard, Angela und Claire laden die Zuschauer ein, sich ihrer „Familie“ anzuschließen. Howard ist begeistert über Claires Auftritt.
Szene 6: „Mailbox Fire“ (‚Briefkastenbrand‘). Jemand hat Feuer an den Briefkasten von Claire und Paul gelegt und eine Parole an das Garagentor geschmiert: „Don’t Fuck With Our Property Value“ – ‚Spielt nicht mit unseren Immobilienwert herum‘. Nachdem Paul das Feuer gelöscht hat, macht er Claire Vorwürfe: Sie habe sich mit den falschen Leuten eingelassen und benötige professionelle Hilfe. Er könne ihr Verhalten nicht länger ertragen und werde deshalb mit Ashley für eine Weile zu seiner Schwester ziehen. Als sie alleine ist, ertönt das Brummen. Mitglieder des Kults nähern sich langsam und umkreisen Claire.

### Zweiter Akt
Entr’acte: „Angela’s Confessional“ (‚Angelas Beichte‘). Gefilmt von Howard beklagt Angela die vielen Enttäuschungen in ihrem Leben. Selbst die größte Loyalität habe nicht verhindern können, dass sich die Menschen von ihr abwandten. Als Howard ihr versichert, dass es richtig gewesen sei, sich der Gruppe anzuschließen, fordert sie ihn auf, sie zu „benutzen“.
Szene 1: „Surrender“ (‚Ergebung‘). Howard schwört die Gruppe auf seine Person ein und beginnt mit der Zeremonie. Nach einer Weile unterbricht Thom das Ritual. Er hält es für lächerlich und wenig hilfreich. Howard entgegnet, dass Thom durch diese Äußerungen zeige, dass er verdorben sei und ihre Hilfe benötige. Weiterer Widerspruch kommt von dem ehemaligen Soldaten Dillon. Er glaubt, dass es sich bei dem Brummen um eine Aktion der Regierung handle, die dafür versteckte Mobilfunktürme einsetze und die Bevölkerung ausspionieren wolle. Howard weist auch diese Theorie zurück.
Claire und Kyle haben sich von der Gruppe abgesondert und tauschen Küsse aus. Als Howard das bemerkt, muss Claire sich vor laufender Kamera rechtfertigen. Sie erklärt, sich schon seit langer Zeit nach einem Kuss gesehnt zu haben. Howard entgegnet, dass sie Kyle nie wieder küssen werde. Er küsst sie selbst und ernennt sie zu seiner „Nummer Zwei“. Claire fühlt sich gestärkt.
Szene 2: „Meetings Escalate“ (‚Versammlungen eskalieren‘). Die Gruppe meditiert gemeinsam und versucht, das Brummen als Lehrer anzusehen, ihre Gefühle unter Kontrolle zu bringen. Einige Mitglieder beichten frühere Vergehen. Als Angela Howard daran erinnert, wie sehr sie sich ihm unterworfen habe, weist er sie vor den anderen grob zurück. Sie habe für ihn keinen Nutzwert mehr und sei eine wandelnde Mängelliste. Dillon geht das zu weit. Er dürfe so nicht mit Frauen reden. Daraufhin demütigt Howard auch ihn. Dillon zieht eine Waffe, bedroht Howard, wird aber von Claire besänftigt und unterwirft sich. Dann verlässt er den Raum.
Szene 3: „Dillon vs. the Tower“ (‚Dillon gegen den Turm‘). Dillon schießt mit seiner Pistole auf einen Mobilfunkturm, stößt Verwünschungen aus und richtet schließlich die Waffe auf sich selbst, um Aufmerksamkeit zu erlangen. Er wird von der Polizei abgeführt.
In den Fernsehnachrichten berichtet die Reporterin Theresa Alvarez von dem Vorfall und Dillons Enthüllungen über Howards Kult.
Szene 4: „Surrender“ (‚Ergebung‘). Howard und Claire sind jetzt ein Paar und zelebrieren ihre Liebe auch vor der Kamera. Das Telefon klingelt. Es ist Paul, Claires Mann. Er hinterlässt eine Nachricht auf dem Anrufbeantworter, dass er sie vermisse und gerne wieder mit ihr sprechen wolle, zumal Ashleys Geburtstagsfeier bevorstehe. Angela betritt das Zimmer und teilt Claire mit, dass Howard sich ihr gegenüber ganz genauso verhalten und dieselben Worte gebraucht habe. Howard wirft sie unter Beschimpfungen hinaus. Seine gefühllosen Worte machen Claire jedoch misstrauisch. Als Howard sich daraufhin auch von ihr lossagt, wendet sich Claire an den Rest der Gruppe und öffnet ihnen die Augen über Howards lügnerische psychische Manipulationen. Die Mitglieder wenden sich gemeinsam gegen ihn. In diesem Moment trifft die Polizei ein.
Theresa berichtet, dass bei der Schießerei vier Menschen ums Leben kamen und vier weitere verletzt wurden.
Howard nimmt Kyles erstes Bekenntnisvideo auf, in dem dieser Claire dankt. Er frage sich, ob Howard die Antwort sei und höre jetzt zu.
Szene 5: „Epilogue“ (‚Epilog‘). An einem nebligen Morgen holt Claire die Post aus dem Briefkasten. Auf dem Rückweg zum Haus trifft sie auf den Kojoten und füttert ihn. Paul und Ashley kommen zu Besuch. Claire versichert ihnen, dass sie jetzt den Weg zu sich selbst gefunden habe. Sie hat die Leitung der Gruppe übernommen und betrachtet die Mitglieder als ihre neue Familie. Paul und Ashley versprechen, sie nicht aufzugeben und jede Woche nach ihr zu sehen.

## Orchester
Die Orchesterbesetzung der Oper umfasst die folgenden Instrumente:
- Holzbläser: zwei Flöten (2. auch Piccolo), zwei Oboen, zwei Klarinetten (2. auch Bassklarinette), zwei Fagotte (2. auch Kontrafagott)
- Blechbläser: vier Hörner, zwei Trompeten, zwei Posaunen, Tuba
- Schlagzeug (zwei Spieler):
  - I. Glockenspiel, Vibraphon, Tenortrommel, große Trommel, Tomtom, Tamburin, Tamtam, Triangel, Holzblöcke, Tempelblöcke, Ratsche, Peitsche, Brake Drum, Metallfeder, Sandpapier, Teetasse in Untertasse, Marmor in Sieb
  - II. Marimba, Glockenspiel, Crotales, Röhrenglocken, Snare Drum, Sizzle-Becken, hängendes Becken, Hi-Hat, Triangel, Ratsche, Peitsche, Brake Drum, Schrottmetall (zwei Tonhöhen), Teetasse in Untertasse, Marmor in Sieb
- Klavier
- Harfe
- Streicher

## Werkgeschichte
Missy Mazzolis Oper The Listeners entstand im Auftrag der Opera Philadelphia, der Norwegischen Nationaloper und der Lyric Opera of Chicago. Das Libretto verfasste Royce Vavrek auf Basis des Romans Das Summen von Jordan Tannahill, der auch das Konzept für die Oper entwickelte. Mit Vavrek hatte Mazzoli bereits bei ihren Opern Proving Up und Breaking the Waves zusammengearbeitet.
Mazzoli sagte in einem Interview, sie habe eine Oper schaffen wollen über Machtungleichgewichte und eine Frau mittleren Alters, die sich in einer Extremsituation wiederfindet. Wenn das in ein „dramatisches Destillat“ transformiert werde, ergebe sich ein Kult. Sie sei interessiert daran gewesen, wie manche Menschen, häufig Männer, zu Anführern solcher Gruppen werden, wie sie ihren Weg zur Macht manipulieren und wie sie vulnerable Menschen ausbeuten. Als Tannahill für sein Opernkonzept nach einem geeigneten Grund suchte, aus dem sich Menschen einem solchen Kult anschließen könnten, stieß er auf das Phänomen des „globalen Summens“ („global hum“), von dem offenbar vier Prozent der Weltbevölkerung betroffen sind. Mazzoli meinte, dass es sich perfekt für eine Oper eigene, da es sich um eine akustische Erscheinung handle.
Die Uraufführung fand am 24. September 2022 im Opernhaus Oslo unter der musikalischen Leitung des Dirigenten Ilan Volkov statt. Regie führte Lileana Blain-Cruz. Die Bühne stammte von Adam Rigg, die Kostüme von Kaye Voyce, das Lichtdesign von Yi Zhao, die Choreografie von Raja Feather Kelly und die Einspielvideos von Hannah Wasileski. Die Darsteller waren Nicole Heaston (Claire), Håvard Stensvold (Paul), Frøy Hovland Holtbakk (Ashley), Eirik Grøtvedt (Kyle), Simon Neal (Howard), Tone Kummervold (Angela), Martin Hatlo (Thom), Johannes Weisser (Dillon), Line Tørmoen (Kojote), Cecilie C. Ødegården (Sina), Anne-Marie Andersen (Emily), Ingunn Kilen (Hortense), Megan Gryga (Danica), Ørjan Bruskeland Hinna (Vince), Mihai Florin Simboteanu (Bram), Mathea Kvalvåg-Andersen (Jess), Nora Windfeldt (Lee Ann), Jeanette Goldstein (Mrs. Moreno) und Margaret Newcomb (Theresa Alvarez).
Die deutsche Erstaufführung war am 25. Januar 2025 im Aalto-Theater Essen eine Inszenierung von Anna-Sophie Mahler mit einem Bühnenbild von Katrin Connan und Kostümen von Pascale Martin. Die musikalische Leitung hatte Andrea Sanguineti.

## Aufnahmen
- 9. Oktober 2022 – Ilan Volkov (Dirigent), Lileana Blain-Cruz (Regie), Adam Rigg (Bühne), Kaye Voyce (Kostüme), Yi Zhao (Licht), Raja Feather Kelly (Choreografie), Hannah Wasileski (Video), Orchester und Chor der Norwegischen Nationaloper.
 Nicole Heaston (Claire), Håvard Stensvold (Paul), Frøy Hovland Holtbakk (Ashley), Eirik Grøtvedt (Kyle), Simon Neal (Howard), Tone Kummervold (Angela), Martin Hatlo (Thom), Johannes Weisser (Dillon), Line Tørmoen (Kojote), Cecilie C. Ødegården (Sina), Anne-Marie Andersen (Emily), Ingunn Kilen (Hortense), Megan Gryga (Danica), Ørjan Bruskeland Hinna (Vince), Mihai Florin Simboteanu (Bram), Mathea Kvalvåg-Andersen (Jess), Nora Windfeldt (Lee Ann), Jeanette Goldstein (Mrs. Moreno), Margaret Newcomb (Theresa Alvarez).
 Video; live aus dem Opernhaus Oslo; Mitschnitt der Uraufführungsproduktion.
 Videostream auf Operavision.[6]